# Anita Strindberg
Anita Strindberg, née Anita Edberg le 19 juin 1937, est une actrice suédoise.

## Biographie
Anita Strindberg apparaît sous son nom de naissance Anita Edberg dans deux films suédois de la fin des années 1950. Elle commence sa carrière dans des gialli comme Le Venin de la peur, réalisé par Lucio Fulci en 1971, et joue son premier rôle principal la même année, dans le film La Queue du scorpion de Sergio Martino. En 1972, elle joue dans deux autres gialli, Qui l'a vue mourir ? d'Aldo Lado, et Ton vice est une chambre close dont moi seul ai la clé, réalisé par Sergio Martino.
Après cette première phase, Strindberg apparaît dans de nombreux rôles dans ce que l'on appelle le cinéma de genre, comme le film d'exploitation women in prison La Vie sexuelle dans les prisons de femmes (1973), le film d'épouvante L'Antéchrist (1974) et le poliziottesco La Rançon de la peur (1974), d'Umberto Lenzi. Son dernier film est Angoisse (1981) de Riccardo Freda, aux côtés de Laura Gemser. En 1980, elle joue le rôle de la noble allemande sans scrupules Katia dans le téléfilm L'eredità della priora (it), d'Anton Giulio Majano.

## Filmographie
- 1957 : Rien que des blondes (sv) (Blondin i fara) de Robert Brandt (sv) : l'opératrice téléphonique
- 1959 : Sköna Susanna och gubbarna (sv) d'Erik Strandmark (sv) : Susanna
- 1970 : Quella chiara notte d'ottobre de Massimo Franciosa : la victime (non créditée)
- 1971 : Le Venin de la peur (Una lucertola con la pelle di donna) de Lucio Fulci : Julia Durer
- 1971 : La Queue du scorpion (La coda dello scorpione) de Sergio Martino : Cléo Dupont
- 1972 : Les Deux Visages de la peur (Coartada en disco rojo) de Tulio Demicheli : docteure Paola Lombardi
- 1972 : Obsédé malgré lui (Nonostante le apparenze... e purché la nazione non lo sappia... All'onorevole piacciono le donne) de Lucio Fulci : la femme de l'ambassadeur de France
- 1972 : Qui l'a vue mourir ? (Chi l'ha vista morire?) d'Aldo Lado : Elizabeth Serpieri
- 1972 : La Patrouille du ciel (Forza G) de Duccio Tessari
- 1972 : Ton vice est une chambre close dont moi seul ai la clé (Il tuo vizio è una stanza chiusa e solo io ne ho la chiave)  de Sergio Martino : Irina
- 1972 : Tropique du Cancer (Al tropico del cancro) de Gian Paolo Lomi et Edoardo Mulargia : Grace Wright
- 1973 : Partirono preti, tornarono… curati
- 1973 : La Vie sexuelle dans les prisons de femmes (Diario segreto da un carcere femminile) de Rino Di Silvestro : la fille de Musumeci
- 1973 : Contratto carnale (it) de Giorgio Bontempi : Eva McDougall
- 1974 : La profanazione (it) de Tiziano Longo
- 1974 : La Rançon de la peur (Milano odia: la polizia non può sparare) d'Umberto Lenzi : Iona Tucci
- 1974 : L'Homme sans mémoire (L'uomo senza memoria) de Duccio Tessari : Mary Caine
- 1974 : L'Antéchrist (L'anticristo) d'Alberto de Martino : Greta
- 1975 : Les Mille et Un Plaisirs (it) (La verginella) de Mario Sequi
- 1976 : La segretaria privata di mio padre (it) de Mariano Laurenti : Ingrid
- 1976 : L'inconveniente, film inédit de Pupo De Luca (it)
- 1980 : L'eredità della priora (it) (mini-série) : Katia (3 épisodes)
- 1981 : La Salamandre (The Salamander) de Peter Zinner : princesse Faubiani
- 1981 : Angoisse (Follia omicida) de Riccardo Freda : Glenda Stanford